# Double Détente
Pour le court métrage d'animation de 1945, voir Double Détente (film, 1945).
Pour plus de détails, voir Fiche technique et Distribution.
Double Détente (Red Heat) est un film américain réalisé par Walter Hill, sorti en 1988. Il met en vedette Arnold Schwarzenegger dans le rôle du capitaine Ivan Danko de la police de Moscou, et Jim Belushi dans celui du sergent Art Ridzik de la police de Chicago. Danko poursuit jusqu'aux États-Unis Viktor Rostavili, baron de la drogue géorgien qui a tué son collègue Yuri. Il va devoir faire équipe avec Ridzik malgré leurs divergences et cultures diamétralement opposées.
La plupart des scènes se déroulant en Union soviétique ont été tournées en Hongrie.
La musique du générique de fin est "volée" à Prokofiev.

## Synopsis
Le capitaine Ivan Danko et le lieutenant Yuri Ogarkov de la milice de Moscou mènent une opération d'infiltration contre le baron de la drogue géorgien Viktor Rostavili. Celui-ci parvient à leur échapper et tue Ogarkov traîtreusement lors d'une deuxième opération. Il s'enfuit alors aux États-Unis avec deux complices mais est arrêté par la police de Chicago qui trouve une arme dans sa voiture. Ses tatouages en cyrillique l'identifient comme truand soviétique et son extradition est confiée à Danko.
À son arrivée à Chicago, Danko est accueilli par le sergent-détective de police Art Ridzik et le détective Max Gallagher. Alors qu'il interroge Rostavili, Danko confisque une mystérieuse clé qu'il gardait cachée sur lui. Alors qu'il se rend à l'aéroport, le groupe est pris en embuscade par les hommes du forçat et Gallagher est tué par balle, permettant au prisonnier de s'échapper. Contre la volonté des autorités locales, Danko décide de rester à Chicago pour appréhender Rostavili, et Ridzik est désigné pour être son gardien.
Grâce à un informateur, Danko et Ridzik apprennent que Rostavili travaille avec des gangs de rue locaux pour acheter et faire passer clandestinement de la cocaïne brute vers l'Union soviétique. Le duo affronte l'épouse américaine de Rostavili, Cat Manzetti, mais est conduit dans une embuscade où Rostavili demande à Danko de rendre sa clé, forçant les deux à fuir.
Danko et Ridzik se rendent à l'hôpital pour interroger l'un des hommes de Rostavili, blessé lors de l'embuscade précédente, mais il est tué par un autre complice de Rostavili déguisé en infirmière. Danko tire et tue ensuite l'assassin. Les supérieurs de Ridzik confisquent l'Arme de poing de Danko, car il n'est pas autorisé à en porter une aux États-Unis, et lui ordonnent de mettre fin à l'enquête. Mais Ridzik, qui veut toujours venger le meurtre de son partenaire, donne secrètement à Ivan son arme de rechange. Cat est ensuite assassinée par Rostavili.
De retour à son hôtel, Danko est attaqué par les hommes de Rostavili. Pendant que Danko les combat, Rostavili se faufile dans sa chambre et vole la clé. Ridzik emmène Danko chez un serrurier, où ils font correspondre la clé à celles produites pour les casiers d'un terminal de bus. Rostavili utilise la clé pour récupérer sa cargaison de drogue et vole un bus vide au moment où Danko et Ridzik arrivent. Le poursuivant dans un autre bus, Danko et Ridzik font percuter Rostavili dans un train venant en sens inverse. Alors que Rostavili sort de l'épave, Danko le tue. Plus tard, Ridzik emmène Danko à l'aéroport. En gage de leur nouvelle amitié, ils échangent des montres-bracelets.

## Fiche technique
- Titre français : Double Détente
- Titre original : Red Heat
- Réalisation : Walter Hill
- Scénario : Walter Hill, Harry Kleiner et Troy Kennedy-Martin
- Musique : James Horner
- Photographie : Matthew F. Leonetti
- Montage : Donn Aron, Carmel Davies et Freeman A. Davies
- Production : Gordon Carroll et Walter Hill
- Sociétés de production : Carolco Pictures, Lone Wolf et Oak Pictures
- Société de distribution : TriStar Pictures
- Pays de production :  États-Unis
- Langues originales : anglais et russe
- Format : Couleur - Dolby Stéréo - 35 mm - 1.85:1
- Genre : policier, buddy movie
- Durée : 104 minutes
- Budget : 29 millions $[1]
- Dates de sortie : 
  - États-Unis : 17 juin 1988
  - France : 6 juillet 1988
- Classification[2] :
  - États-Unis : R
  - France : tous publics[3]

## Distribution
- Arnold Schwarzenegger (VF : Daniel Beretta) : le capitaine Ivan Danko
- James Belushi (VF : Patrick Floersheim) : le sergent Arthur « Art » Ridzik
- Peter Boyle (VF : Jacques Deschamps) : le commandant Lou Donnelly
- Ed O'Ross (VF : Igor De Savitch) : Viktor « Rosta » Rostavili
- Laurence Fishburne (VF : Pascal Renwick) : le lieutenant Charlie Stobbs
- Gina Gershon (VF : Évelyn Séléna) : Catherine « Cat » Manzetti
- Richard Bright (VF : Patrick Poivey) : l'officier de police Tom Gallagher
- J. W. Smith (VF : Emmanuel Jacomy) : Salim
- Brent Jennings (VF : Georges Berthomieu) : Abdul Elijah
- Gretchen Palmer : la prostituée de l'hôtel
- Pruitt Taylor Vince (VF : Vincent Grass) : le réceptionniste de l'hôtel
- Michael G. Hagerty (VF : Georges Atlas) : Pat Nunn
- Brion James (VF : Georges Atlas) : Streak
- Oleg Vidov : Yuri Ogarkov
- Saveli Kramarov : Gregor Moussorsky
- Sven-Ole Thorsen : Nikolai
- Kurt Fuller : un inspecteur

## Production

### Genèse et développement
Walter Hill développe le film car lui et Arnold Schwarzenegger veulent travailler ensemble depuis longtemps. Le réalisateur-scénariste ne veut pas faire un film de science-fiction et se dit qu'avec son accent, l'acteur ne peut interpréter un américain. Il a l'idée de lui faire jouer un policier russe. Il se demande cependant si le public américain sera prêt à accueillir positivement un héros soviétique, alors qu'on est en pleine guerre froide.

### Tournage
Le tournage a eu lieu à Los Angeles, Chicago, en Hongrie (notamment à Budapest) et en Russie. La première partie du film qui se déroule à Moscou, y a réellement été tournée, quoique  la plupart des scènes ont été surtout tournées à Budapest. Arnold Schwarzenegger raconte le tournage russe : « Nous étions la première production à être autorisée à tourner sur la Place Rouge de Moscou. C'était vraiment très excitant. C'était drôle, je pensais que là-bas personne ne saurait qui j'étais, mais le premier jour de tournage plus de 500 personnes criaient “Arnold !”. C'est peut être dû à mon charmant accent. » La scène d'introduction dans la neige a été tournée à Ramsau am Dachstein en Autriche.
Le film est dédié au cascadeur Bennie E. Dobbins, décédé durant le tournage en Autriche.

## Sortie et accueil

### Accueil critique
Double Détente a obtenu une réponse partagée de la part de la critique,. Le film obtient un taux d'approbation de 64% sur le site Rotten Tomatoes pour 24 critiques collectées et un score de 61/100 sur le site Metacritic.
En France, le film obtient quelques critiques positives à sa sortie. Le magazine Positif salue la qualité de la mise en scène de Walter Hill et de « la présence physique » et le professionnalisme d'Arnold Schwarzenegger, tout en ajouant qu'« on peut aussi voir dans le film, au second degré, une lecture très amusante, à travers Arnold Schwarzenegger, lié au clan Kennedy, des rapports USA/URSS en cette époque de 'perestroïka ». Pour le magazine de cinéma Studio, le « tandem Schwarzenegger/Belushi est la meilleure idée du film qui ne manque ni de culot ni de pruneaux ». Le magazine Impact souligne que « malgré sa bonne volonté de n'être qu'un grand film de distraction, Double détente prend bien le pouls de l'air du temps » et que les amateurs de divertissement « peuvent remercier Walter Hill de leur offrir un divertissement largement supérieur à la moyenne ».

### Box-office
Le film rapporte 34 994 648 $ aux États-Unis et enregistre 1 292 988 entrées en France,.

## Autour du film
C'est le premier film dans lequel Arnold Schwarzenegger est doublé en français par Daniel Beretta. Ce comédien aurait été choisi par la comédienne Jacqueline Porel, qui dirigeait l'adaptation. Celle-ci lui avait demandé de lui téléphoner en prenant une voix grave et un accent russe. En entendant la voix de Beretta, Schwarzenegger aurait dit « He's got the job ! » et a exigé par la suite qu'il le double dans toutes ses prestations (cinéma ou télévisées), exception faite dans Jumeaux (1988) et Président d'un jour (1993) dans lequel l'acteur autrichien sera doublé à nouveau par Patrick Floersheim et Richard Darbois respectivement.
Le collectif de rap français Secteur Ä (contraction de Secte Abdulaï) tire son nom d'un des personnages du film. En effet, Abdulaï est le nom d'un chef de gang noir et aveugle qui fait régner sa loi en prison dans le long-métrage de Walter Hill.
Des portions de la musique du film sont utilisées dans le film The Killer de John Woo.